# جون هان
جون هان (بالإنجليزية: John Hahn)‏ هو سياسي أمريكي، ولد في 30 أكتوبر 1776 في الولايات المتحدة، وتوفي بنفس المكان في 26 فبراير 1823. حزبياً، نشط في الحزب الجمهوري الديمقراطي. وقد انتخب عضو مجلس النواب الأمريكي.